# Uraeotyphlus malabaricus
Uraeotyphlus malabaricus é uma espécie de anfíbio gimnofiono da família Ichthyophiidae endémica da Índia.
Já foi observada em floresta tropical.